# Жмудский, Владимир Владимирович
Владимир (Вадим) Владимирович Жмудский (род. 23 января 1947, Дубляны, Дрогобычская область) — советский ватерполист.
Окончил Львовский государственный университет физической культуры. Председатель Совета ветеранов водного поло России.

## Биография
Олимпийский чемпион 1972 года. Чемпион Европы 1966 года. Серебряный призёр чемпионата мира 1973 года. Заслуженный мастер спорта СССР (1972).
На клубном уровне выступал за клубы «Динамо» Львов, с 1969 года за ЦСК ВМФ, в 1982—1984 годах за московское «Динамо». Чемпион СССР 1970—1971 годов, 1975—1978 годов.
Награждён медалью «За трудовое отличие».